# Turing (мікроархітектура)
Turing — кодова назва архітектури графічних процесорів (GPU) компанії Nvidia, названа на честь видатного математика і інформатика Алана Тюрінга. Архітектуру вперше представлено на конференції SIGGRAPH у серпні 2018 року у вигляді графічних карт професійного сегменту Quadro RTX., а також тижнем пізніше на шоу Gamescom у графічних картах споживчого рівня GeForce RTX 20 series.
Turing є першим продуктом споживчої електроніки, де реалізовано трасування променів у реальному часі — ціль, яку індустрія комп'ютерної графіки мала перед собою довгий час. Серед нововведень також виділені процесори штучного інтелекту («тензорні ядра», англ. Tensor cores), і виділені процесори для трасування променів.
Для програмного доступу до трасування променів використовуються DirectX Raytracing, OptiX, і Vulkan (API).
У лютому 2019 року Nvidia випустила серію графічних процесорів GeForce 16 series базовану на Turing, але без апаратних схем трасування і штучного інтелекту.
Чипи Turing виготовляються на заводах TSMC з використанням технологічного процесу 12 нм FinFET. Топ-контролери TU102 мають 18,6 мільярдів транзисторів. Карти на чипах Turing використовують відеопам'ять GDDR6 виробництва Samsung Electronics (раніше Micron Technology).

## Особливості
RT ядра (апаратне прискорення трасування променів)
Тензорні ядра (операції глибокого навчання)
Контролер пам'яті з підтримкою GDDR6 (в моделях на основі чипів TU102, TU104)
Перероблено внутрішній устрій SM, з'явилася можливість виконувати INT32 і FP32 команди в одному такті, що може значно підвищити продуктивність
Mesh Shading
Рівень підтримки API DX12 значно підвищено
Збільшена продуктивність Vulkan API
Додані асинхронні блоки
GPU Boost 4 - управління частотою і напругою для розгону і Nvidia Scanner, система автоматичного розгону
NVLink Bridge - для об'єднання двох відеокарт (заміна інтерфейсу SLI), що дозволяє підвищити швидкість обмінів і отримувати доступ до відеопам'яті обох пристроїв
VirtualLink VR - стандарт одночасної передачі відеопотоку і керуючих сигналів USB 3.1 через порт USB Type-C для зменшення затримок в системах віртуальної реальності (заміна HDMI).